# Assinchusen
Assinchusen auch Ässcher Höfchen oder Assinghausen zwischen Brilon und Scharfenberg gelegen ist ein wüst gefallener Ort, er ist nicht identisch mit Assinghausen im Assinghauser Grund.
Laut Urkataster das Esscherfeld handelt es sich um einen Ackerlandkomplex, der sich an der Aa im Südosten bis an den Ostenberg und den Höhenrücken im Nordwesten erstreckte. Assinchusen ist ein gutes Beispiel für eine Wüstung in einer Stadtfeldmark, die sich herausbildete und dann als Siedlungsbereich aufgegeben wurde, um die Fläche weiter zu bewirtschaften und sie in die städtische Flur zu integrieren. Ab 1338 erfolgte eine Änderung der Bezeichnung des Ortsnamens von Assinchusen zu Eschergudt und bis 1482 hieß der Ort dann Askerhoff. Seit dem ausgehenden Mittelalter war die Fläche wohl nicht mehr besiedelt und wurde als Ackerland genutzt. Ab 1338 war die Fläche als Lehnsbesitz des Grafen Gottfried IV. nachweisbar, Gottfried gab das Lehen an Hermann von Scharfenberg (auch Scarpenberg). Der erzbischöfliche Richter in der Stadt Brilon bestätigte dies 1360 in einer Urkunde. Auch im Liber iurium et feudorum Westphaliae wird Ritter Hermann von Scharfenberg als Lehensnehmer genannt. Später war ein Heidenreich von Scharfenberg mit dem Haupthof belehnt.